# François Gigot de la Peyronie
François Gigot de la Peyronie (pronunciada(o) [fʁɑ̃swa ʒiɡod la pɛʁɔni]; 15 de janeiro de 1678 - 25 de abril de 1747) foi um cirurgião francês que nasceu em Montpellier, França. Seu nome é comumente associado à uma condição física conhecida como doença de Peyronie.

## Biografia
Na adolescência, Peyronie estudou filosofia e cirurgia em Montpellier onde, em 1695, recebeu o diploma de barbeiro-cirurgião. Continuou seus estudos em Paris, onde foi aluno de Georges Mareschal (1658-1736), cirurgião-chefe do Hôpital de la Charité à época. Posteriormente, Peyronie retornou para Montpellier para dar aulas de anatomia e cirurgia, atuando também como cirurgião-mor no Hôtel-Dieu de Montpellier. Em 1714 retornou a Paris, onde foi nomeado cirurgião-mor no Hôpital de la Charité. Também em Paris, lecionou anatomia no Jardin du Roi e no anfiteatro do Saint-Côme.
Em 1731, juntamente com Mareschal, fundou a Académie Royale de Chirurgie e foi seu presidente de 1736 a 1747. Em 1736, após a morte de Mareschal, tornou-se primeiro-cirurgião do rei Luís XV. Peyronie interessou-se pelo sistema de ensino médico e foi fundamental na reorganização das escolas cirúrgicas. Ele teve grande influência na criação de uma lei em 1743 que proibiu os barbeiros de praticarem a cirurgia. Em Montpellier, Peyronie doou dinheiro para a construção de um anfiteatro baseado no Collège Saint-Côme de Paris. As construções iniciaram em 1752, sendo concluídas em 1757 com a inauguração do Hotel Saint-Côme de Montpellier.
Em 1743 Peyronie descreveu uma anomalia caracterizada pelo endurecimento do tecido conjuntivo, formando placas fibrosas no corpo cavernoso do pênis. Essa anomalia recebeu o nome de Doença de Peyronie.